# Eurystyles cogniauxii
Eurystyles cogniauxii är en orkidéart som först beskrevs av Friedrich Fritz Wilhelm Ludwig Kraenzlin, och fick sitt nu gällande namn av Rudolf Schlechter. Eurystyles cogniauxii ingår i släktet Eurystyles och familjen orkidéer. Inga underarter finns listade i Catalogue of Life.